# Takachiho
Takachiho (jap. 高千穂町 Takachiho-chō) – miasto w Japonii, na wyspie Kiusiu, w prefekturze Miyazaki. Według danych na rok 2020 miejscowość zamieszkiwało 11 642 mieszkańców , a gęstość zaludnienia wyniosła 49 os./km².